# Limonium algarvense
Limonium algarvense es una especie perteneciente a la familia plumbaginaceae. 

## Descripción
Es una planta perenne, glabra. Tallos de hasta 60 cm de altura. Hojas de 1,5-12 cm x (3-) 7-25 mm, persistentes en la antesis, con pecíolo de 2-5 mm de anchura, todas basales, rara vez algunas caulinares bien desarrolladas, enteras, oblongo-lanceoladas o lanceoladas, aristadas, con 3-5 nervios paralelos en la base y más o menos divergentes en el pecíolo. La inflorescencia sin ramas estériles, piramidal. Espigas de 7-18 (-20) mm, con 8-12 cincinos unilaterales por centímetro, cada uno con 2-5 flores. Bráctea externa del cincino de (1,6-) 1,9-2,5 (-2,7) mm, ovada; bráctea interna de 4-5 (-5,2) mm, subcoriácea, con márgenes y ápice escariosos, glabra. Cáliz de 4,3-5,2 (-5,5) mm, hirsuto en los nervios. Corola de 5,5-7,5 mm, violácea. Florece de marzo a octubre.

## Distribución y hábitat
Se encuentra en los roquedos costeros, marismas y arenales costeros.  Endémico del SW de la península ibérica, debe su nombre a la localización en el Algarve.

## Taxonomía
Limonium algarvense fue descrita por Erben y publicado en Mitteilungen der Botanischen Staatssammlung München 14: 503 (1978).
Citología
Número de cromosomas de Limonium algarvense (Fam. Plumbaginaceae) y táxones infraespecíficos: 2n=25
Etimología
Limonium: nombre genérico que procede del griego leimon, que significa "pradera húmeda", aludiendo al hábitat de muchas de las especies del género.
algarvense: epíteto geográfico que alude a su localización en el Algarve.